# J. California Cooper
Pour les articles homonymes, voir Cooper.
Œuvres principales
- Homemade Love (1986)
- Family (1991)
- Life is Short but Wide (2009)

Joan Cooper, plus connue sous le pseudonyme de J. California Cooper, née le 10 novembre 1931 à Berkeley en Californie et morte le 20 septembre 2014 à Seattle (à 82 ans), est une écrivaine et dramaturge afro-américaine. Sa carrière d'écrivain compte sept recueils de nouvelles et cinq romans.

## Biographie
Native de Berkeley, J. California Cooper occupe plusieurs emplois avant de se consacrer à sa passion d'écrire. Elle exerce notamment les métiers de manucure, serveuse, secrétaire et déménage même en Alaska afin de travailler comme chauffeur de bus et de camions. Joan occupe ses heures libres à écrire des pièces de théâtre. 17 ouvrages sont finalisés, dont Strangers, qui reçoit le San Francisco’s Black Playwright Award en 1978. Découverte par Alice Walker dans le courant des années 1980, celle-ci devient son premier éditeur. Joan publie son premier livre en 1984 et adopte le nom de plume de California. Son recueil de nouvelles Homemade Love, publié en 1986, reçoit un American Book Award en 1989. Son premier roman, Family, paraît en 1991 ; il aborde, à travers plusieurs générations, l'esclavage et ses conséquences, racontée par une femme esclave qui veille sur ses descendants depuis sa tombe.
En 2009, paraît le roman Life is Short but Wide, qui retrace les vies entrelacées de deux familles afro-américaines et devient un best-seller.
Elle vit une grande partie de sa vie à Oakland, avant de déménager au Texas, puis de revenir sur la côte ouest. En 2013, elle s'établit avec sa fille à Seattle. Elle s'y éteint le 20 septembre 2014, âgée de 82 ans.

## Œuvres
- 1984: A Piece of Mine
- 1986: Homemade Love
- 1987: Some Soul to Keep
- 1991: Family
- 1991: The Matter Is Life
- 1994: In Search of Satisfaction
- 1996: Some Love, Some Pain, Some Time: Stories
- 1998: The Wake of the Wind
- 2001: The Future Has a Past
- 2003: Age Ain't Nothing but a Number: Black Women Explore Midlife (contributrice), édité par Carleen Brice
- 2004: Some People, Some Other Place
- 2006: Wild Stars Seeking Midnight Suns: Stories
- 2009: Life is Short but Wide

## Prix
- 1989 : American Book Award pour le recueil de nouvelles Homemade Love[5]